# Górki Pęcławskie
Górki Pęcławskie [pronunciación en polaco: /ˈɡurki pɛnt͡sˈwafskʲɛ/] es un pueblo ubicado en el distrito administrativo de Gmina Piątek, dentro del Distrito de Łęczyca, Voivodato de Łódź, en Polonia central. Se encuentra aproximadamente a 6 kilómetros al norte de Piątek, a 22 kilómetros al este de Łęczyca, y a 38 kilómetros al norte de la capital regional Łódź.